# David Wenham
Pour les articles homonymes, voir Wenham.
David Wenham, né le 21 septembre 1965 à Marrickville (Nouvelle-Galles du Sud), est un acteur australien.
Après de nombreux rôles dans des films australiens, il s'est fait connaître du public international pour son rôle de Faramir dans l'adaptation du Seigneur des anneaux de Peter Jackson et de Dilios dans 300 et sa suite, 300 : La Naissance d'un empire. En Australie, il est apparu régulièrement à la télévision, notamment dans Killing Time, Better Man et Top of the Lake. En 2013, Wenham est passé derrière la caméra pour un projet de film à sketches intitulé The Turning d'après un recueil de nouvelles homonyme de Tim Winton.

## Biographie
Wenham est né à Marrickville, Sydney, Australie. Il a cinq sœurs, Helen, Anne, Carmel, Kathryn, et Maree, et un frère aîné, Pierre.
Il a été élevé dans la foi catholique romaine et a étudié la religion dans le district Lewisham de Londres à la Christian Brothers High School.

### Vie privée
Il est en couple depuis 1992 avec Kate Agnew. Ils ont deux filles, Eliza Jane Wenham, née le 10 octobre 2002 et Millie Wenham, née en 2008.

## Carrière
Il fait ses premiers pas à la télévision en 1987 avec des petits rôles dans Poor Man's Orange, Rafferty's Rules (où il revient avec un rôle plus important l'année suivante) et À cœur ouvert (où il revient aussi l'année suivante avec un rôle plus important, ainsi qu'en 1992 avec un rôle différent).
En 1991, il tourne dans un épisode de Sydney police et il commence sa carrière au cinéma en 1992 avec des petits rôle dans Greenkeeping de David Caesar et Seeing Red (en) de Virginia Rouse.
Deux ans plus tard, il continue d'enchaîner les petits rôles avec les films Gino et Absolom 2022, réalisé par Martin Campbell. Toujours en 1994, on peut le voir dans un épisode d'Heartland et Blue Heelers (il reviendra avec un autre rôle en 1996).
En 1996, il joue dans deux films : Cosi de Mark Joffe et Idiot Box de David Caesar. L'année suivante, il apparaît à la télévision dans Return to Jupiter et Simone de Beauvoir's Babies.
En 1998, il est présent dans Dark City d'Alex Proyas, où il incarne l'assistant de Schreber, incarné par Kiefer Sutherland. Il joue dans A Little Bit of Soul de Peter Duncan et The Boys (où il est également producteur). Cette même année, après avoir été guest lors d'un épisode d'Histoires peu ordinaires, il trouve un rôle plus important dans SeaChange.
En 2001, il tient un petit rôle dans la comédie musicale de Baz Luhrmann : Moulin Rouge avec Ewan McGregor et Nicole Kidman. Il joue aussi dans  Russian Doll de Stavros Kazantzidi, Dust de Milčo Mančevski et The Bank (en) de Robert Connolly.
L'année d'après, il incarne Faramir, le frère de Boromir, incarné par Sean Bean dans Le Seigneur des anneaux : Les Deux Tours de Peter Jackson. On peut également le voir dans Traqueur de croco en mission périlleuse et Pure.
En 2003, il reprend son rôle dans le troisième et dernier volet du Seigneur des anneaux : Le Retour du roi toujours réalisé par  Peter Jackson. Il retrouve aussi le réalisateur Jonathan Teplitzky pour la seconde fois avec Gettin' Square.
En 2004, il joue aux côtés de Sam Neill dans le téléfilm Stiff et tourne sous la direction de ce dernier dans le téléfilm The Brush-Off. Il fait également partie du casting de Van Helsing de Stephen Sommers. L'année suivante, il tourne dans les films The Proposition de John Hillcoat et Three Dollars de Robert Connolly, avec qui il collabore pour la 2e fois.
En 2007, il joue dans le péplum américain 300 réalisé par Zack Snyder. L'année d'après, il tourne sous la direction de Baz Luhrmann une seconde fois dans Australia, de nouveau avec Nicole Kidman et dans le film Les Orphelins de Huang Shui.
En 2010, il prête sa voix au film Le Royaume de Ga'hoole de Zack Snyder, qui le dirige pour la deuxième fois.
En 2012, il retrouve le réalisateur Mark Joffe pour le téléfilm Dripping in Chocolate et joue dans la série Killing Time, ainsi que la première saison de Top of the Lake, il reprend son rôle lors d'un épisode de Top of the Lake : China Girl, diffusée en 2017.
En 2014, il tourne dans la série australienne The Code, il reprend son rôle dans 300 : La Naissance d'un empire, cette fois-ci réalisé par Noam Murro et Aéro Kids de Robert Connolly, ce qui marque leur troisième collaboration.
En 2016, il retrouve Garth Davis pour le film Lion après avoir travaillé avec ce dernier dans Top of the Lake. Il est également présent au casting de Goldstone d'Ivan Sen.
L'année suivante, il incarne l'un des méchants de la première saison d'Iron Fist et au cinéma il joue dans le blockbuster et cinquième volet de la saga Pirates des Caraïbes, intitulé : Pirates des Caraïbes : La Vengeance de Salazar.
En 2018, il prête sa voix dans le film Pierre Lapin et joue dans Nekrotronic et In Like Flynn. À la télévision, il est présent dans la série Romper Stomper. L'année d'après, il joue au cinéma dans Dirt Music de Gregor Jordan et sur le petit écran dans  Les Norton.
En 2020, il revient sur Netflix après Iron Fist dans la série L'Écuyer du Roi.

## Filmographie

### Acteur

#### Longs métrages
- 1992 : Greenkeeping de David Caesar : Trevor
- 1992 : Seeing Red (en) de Virginia Rouse : Frank no 2
- 1994 : Gino de Jackie McKimmie : Trevor
- 1994 : Absolom 2022 (No Escape) de Martin Campbell : Un gardien de l'hôtel
- 1996 : Cosi de Mark Joffe : Doug
- 1996 : Idiot Box de David Caesar : Le banquier
- 1998 : Dark City d'Alex Proyas : L'assistant de Schreber
- 1998 : The Boys de Rowan Woods : Brett Sprague
- 1998 : A Little Bit of Soul de Peter Duncan : Dr Richard Shorkinghorn
- 1999 : Molokai : The Story of Father Damien de Paul Cox : Père Damien
- 2000 : Better Than Sex de Jonathan Teplitzky : Josh
- 2001 : Moulin Rouge (Moulin Rouge !) de Baz Luhrmann : Audrey
- 2001 : Russian Doll de Stavros Kazantzidi : Ethan
- 2001 : Dust de Milčo Mančevski : Luke
- 2001 : The Bank (en) de Robert Connolly : Jim Doyle
- 2002 : Le Seigneur des anneaux : Les Deux Tours (The Lord of the Rings : The Two Towers) de Peter Jackson : Faramir
- 2002 : Traqueur de croco en mission périlleuse (en) (The Crocodile Hunter : Collision Course) de John Stainton : Sam Flynn
- 2002 : Pure de Gillies MacKinnon : Lenny
- 2003 : Le Seigneur des anneaux : Le Retour du roi (The Lord of the Rings : The Return of the King) de Peter Jackson : Faramir
- 2003 : Gettin' Square de Jonathan Teplitzky : Johnny Francis 'Spit' Spitieri
- 2004 : Van Helsing de Stephen Sommers : Carl
- 2005 : The Proposition de John Hillcoat : Eden Fletcher
- 2005 : Three Dollars de Robert Connolly : Eddie Harnovey
- 2007 : 300 de Zack Snyder : Dilios
- 2008 : Australia de Baz Luhrmann : Neil Fletcher
- 2008 : Les Orphelins de Huang Shui (The Children of Huang Shi) de Roger Spottiswoode : Mr Barnes
- 2009 : Public Enemies de Michael Mann : Pete Pierpont
- 2009 : La Papesse Jeanne (Die Päpstin) de Sönke Wortmann : Gerold
- 2010 : Oranges and Sunshine de Jim Loach : Len
- 2010 : Le Royaume de Ga'hoole (Legend of the Guardians: The Owls of Ga'Hoole) de Zack Snyder : Spéléon (voix)
- 2014 : 300 : La Naissance d'un empire (300 : Rise of an Empire) de Noam Murro : Dilios
- 2014 : Aéro Kids (Paper Planes) de Robert Connolly : Patrick
- 2015 : Force of Destiny de Paul Cox : Robert
- 2015 : Beyond the Known World de Pan Nalin : Carl Hansen
- 2015 : Blinky Bill the Movie de Deane Taylor : Jacko (voix)
- 2016 : Goldstone d'Ivan Sen : Johnny
- 2016 : Lion de Garth Davis : John Brierley
- 2017 : Pirates des Caraïbes : La Vengeance de Salazar (Pirates of the Caribbean : Dead Men Tell No Tales) de Joachim Rønning et Espen Sandberg : John Scarfield
- 2018 : Pierre Lapin (Peter Rabbit) de Will Gluck : Johnny Town-Mouse (voix)
- 2018 : Nekrotronic de Kiah Roache-Turner : Luther
- 2018 : In Like Flynn de Russell Mulcahy : Christian Travers
- 2019 : Dirt Music de Gregor Jordan : Jim
- 2022 : Elvis de Baz Luhrmann : Hank Snow

#### Courts métrages
- 1993 : The Red Dress de James Middleton : Eddy
- 1994 : Tran the Man de Rowan Woods : Raymond "Tran" Moss
- 1995 : Roses Are Red de Marcella Hayward : Brian
- 2003 : Basilisk Stare de Michael Kamieniak et Mis Kamieniak : Dave
- 2010 : Glenn Owen Dodds de Frazer Bailey : Glenn Owen Dodds
- 2012 : A Cautionary Tail de Simon Rippingale : Le narrateur no 2
- 2015 : The Nightingale and the Rose de Del Kathryn Barton et Brendan Fletcher : Red Rose
- 2017 : The Wall de Nick Baker et Tristan Klein : Le narrateur

#### Télévision
Séries télévisées
- 1987 : Poor Man's Orange : Un fêtard
- 1987 - 1988 : Rafferty's Rules : Un gangster / Matthieson
- 1987 - 1988 / 1992 : À cœur ouvert (A Country Practice) : Un ambulancier / Scott Galbraith / David Cornish
- 1990 : Come in Spinner : Un soldat
- 1991 : Sydney police (Police Rescue) : Ferret
- 1992 : G.P. : Barry West
- 1994 : Heartland : Warwick Bone
- 1994 / 1996 : Blue Heelers : William Cassidy / Robbie Doyle
- 1997 : Return to Jupiter : Dr Ghrobak
- 1997 : Simone de Beauvoir's Babies : Ian
- 1998 : Histoires peu ordinaires (Twisted Tales) : George
- 1998 - 1999 : SeaChange : Dan Della Bosca
- 2009 : L'Ultime Guerrier (Deadliest Warrior) : Le narrateur
- 2012 : Killing Time : Andrew Fraser
- 2013 : Top of the Lake : Al Parker
- 2013 : Better Man : Julian McMahon
- 2014 : The Code : Ian Bradley
- 2015 : Banished : Gouverneur Arthur Phillip
- 2017 : Iron Fist (Marvel's Iron Fist) : Harold Meachum
- 2017 : Top of the Lake : China Girl : Al Parker
- 2017 : Wake in Fright : Jock Crawford
- 2018 : Romper Stomper : Jago Zoric
- 2019 : Les Norton : Price Galese
- 2020 : L'Écuyer du Roi (The Letter for the King) : Sir Tiuri Le Vaillant

Téléfilms
- 1988 : The Heroes de Donald Crombie : Horrie jeune
- 2003 : After the Deluge de Brendan Maher : Alex Kirby
- 2004 : Stiff de John Clarke : Murray Whelan
- 2004 : The Brush-Off de Sam Neill : Murray Whelan
- 2006 : Answered by Fire de Jessica Hobbs : Mark Waldman
- 2012 : Dripping in Chocolate de Mark Joffe : Bennett O'Mara

### Réalisateur
- 2013 : The Turning (segment Commission)

### Producteur
- 1998 : The Boys
- 2004 : Stiff (téléfilm)
- 2004 : The Brush-Off (téléfilm)

## Distinctions

### Récompenses
- Australian Film Institute Awards 1997 : meilleur acteur dans un second rôle dans une série dramatique pour Simone de Beauvoir's Babies
- Logie Awards 1999 : meilleur espoir pour SeaChange
- Australian Comedy Awards 2003 : meilleur acteur comique pour Gettin' Square
- Australian Film Institute Awards 2003 : meilleur acteur pour Gettin' Square
- Film Critics Circle of Australia Awards 2003 : meilleur acteur pour Gettin' Square
- IF Awards 2003 : meilleur acteur pour Gettin' Square
- Phoenix Film Critics Society Awards 2003 : meilleure distribution pour Le Seigneur des anneaux : Les Deux Tours
- National Board of Review Awards 2003 : meilleure distribution pour Le Seigneur des anneaux : Le Retour du roi
- Online Film Critics Society Awards 2003 : meilleure distribution pour Le Seigneur des anneaux : Le Retour du roi
- Critics Choice Awards 2004 : meilleure distribution pour Le Seigneur des anneaux : Le Retour du roi
- Screen Actors Guild Awards 2004 : meilleure distribution pour Le Seigneur des anneaux : Le Retour du roi
- Australian Film Institute Awards 2006 : meilleur acteur dans une série dramatique pour Answered by Fire
- Gemini Awards 2007 : meilleur acteur dans une mini-série pour Answered by Fire
- Astra Awards 2012 : meilleur acteur pour Killing Time

### Nominations
- Australian Film Institute Awards 1998 :
  - Meilleur acteur pour The Boys
  - Meilleur acteur dans une série dramatique pour SeaChange
- Film Critics Circle of Australia Awards 1999 : meilleur acteur pour The Boys
- Australian Film Institute Awards 2000 : meilleur acteur pour Better Than Sex
- Film Critics Circle of Australia Awards 2001 : meilleur acteur pour Better Than Sex
- Australian Film Institute Awards 2001 : meilleur acteur pour The Bank (en)
- IF Award 2001 : meilleur acteur pour The Bank
- Film Critics Circle of Australia Awards 2002 : meilleur acteur pour The Bank
- Australian Film Institute Awards 2002 : meilleur acteur pour Molokai: The Story of Father Damien
- Screen Actors Guild Awards 2003 : meilleure distribution pour Le Seigneur des anneaux : Les Deux Tours
- Australian Film Institute Awards 2004 : meilleur acteur dans une série dramatique pour The Brush-Off
- Logie Awards 2004 : meilleur acteur dans une série dramatique pour After the Deluge
- Phoenix Film Critics Society Awards 2004 : meilleure distribution pour Le Seigneur des anneaux : Le Retour du roi
- Logie Awards 2007 : meilleur acteur pour Answered by Fire
- Saturn Awards 2008 : meilleur acteur dans un second rôle pour 300
- IF Awards 2011 : meilleur acteur pour Oranges and Sunshine
- AACTA Awards 2012 : meilleur acteur pour Oranges and Sunshine
- Film Critics Circle of Australia Awards 2012 : meilleur acteur pour Oranges and Sunshine
- Logie Awards 2012 : meilleur acteur pour Killing Time
- Critics' Choice Television Awards 2013 : meilleur acteur dans un second rôle dans une mini-série pour Top of the Lake
- Astra Awards 2014 : meilleur acteur pour Top of the Lake
- AACTA Awards 2014 :
  - Meilleur réalisateur pour The Turning
  - Meilleur scénario adapté pour The Turning
  - Meilleur acteur invité dans une série télévisée pour Better Man
- Logie Awards 2004 : meilleur acteur pour Better Man

## Voix françaises
| - Jérôme Pauwels dans : - Le Seigneur des anneaux : Les Deux Tours - Gettin' Square - Le Seigneur des anneaux : Le Retour du roi - Van Helsing - Public Enemies - Elvis - Bernard Bollet dans (les séries télévisées) : - Top of the Lake - The Code - Son vrai visage - Michel Papineschi dans : - 300 - 300 : La Naissance d'un empire | - Thierry Ragueneau dans : - Married Life - L'Écuyer du roi (série télévisée) - Lionel Tua dans : - Australia - Lion - Yann Guillemot dans (les séries télévisées) : - Iron Fist - Joe vs. Carole Et aussi - Jean-Luc Galmiche dans Moulin Rouge - Jean-Jacques Nervest dans Crocodile Hunter (en) - Antoine Nouel dans The Proposition - Igor Deus dans Le Royaume de Ga'hoole (voix) - Christian Gonon dans Pirates des Caraïbes : La Vengeance de Salazar |